# SC Apolda
Der SC Apolda war ein Sportklub in der ostthüringischen Stadt Apolda. Er wurde 1910 gegründet, 1945 aufgelöst und 1990 neu gegründet. Mitte der 1990er Jahre wurde er erneut aufgelöst.

## SC Apolda bis 1945
Der 1910 gegründete SC Apolda wurde besonders durch seine Fußballmannschaft bekannt. Sie beteiligte sich 1928, 1929, 1930 und 1932 an den Mitteldeutschen Meisterschaften, bei denen der SC Apolda dreimal bis in das Viertelfinale vorstieß. 1940 stieg der SC für eine Spielzeit in die Gauliga Mitte auf, damals eine der 16 höchsten Fußballklassen in Deutschland. Nach dem Ende des Zweiten Weltkrieges wurde der SC Apolda im Zuge des von der sowjetischen Besatzungsmacht initiierten Vereinsverbots aufgelöst.

## Weiterführung als Betriebssportgemeinschaft

Historisches Logo der BSG Obertrikotagen Apolda

1946 waren in Ostdeutschland Sportwettkämpfe nur im engen regionalen Rahmen für lose organisierte Sportgemeinschaften (SG) erlaubt. Die in Apolda anstelle des Sportclubs gegründete Sportgemeinschaft betrieb in der Hauptsache Fußball. 1948 nannte sich die SG in Olympia Apolda um und beteiligte sich an der Thüringer Fußballmeisterschaft. Die Landesklasse Thüringen führte direkt zur 1948 erstmals ausgetragenen Ostzonenmeisterschaft, sodass die SG zu dieser Zeit als Erstliga-Mannschaft anzusehen ist. Mit Rang 7 konnte sich Olympia Apolda jedoch nicht für die Endrunde der Ostzonenmeisterschaft qualifizieren. Auch die 1949 aus der SG Olympia entstandene Betriebssportgemeinschaft (BSG) Metall kam bis 1952 nicht über Landesliganiveau hinaus. Als im Sommer 1952 die neu gegründete drittklassige Bezirksliga Erfurt startete, gehörte zu den beteiligten Mannschaft auch die inzwischen umbenannte BSG Empor Apolda mit dem örtlichen Handel als Trägerbetrieb. Zwischenzeitlich auch unter dem Namen „Chemie“ (1954 bis 1957) antretend, konnte sich die BSG bis 1958 in der Bezirksliga halten, musste aber am Ende der Saison 1958 als 13. und vorletzte Mannschaft absteigen. Zwischen 1962 und 1976 wurde mehrfach der Trägerbetrieb gewechselt, das jedes Mal eine Namensänderung zur Folge hatte:
- 1962: BSG Fortschritt (Trägerbetrieb Thüringer Obertrikotagen)
- 1966: TSG Apolda (mehrere Trägerbetriebe)
- 1976: BSG Obertrikotagen Apolda (Trägerbetrieb VEB Obertrikotagen)

Mit dreimaliger Unterbrechung durch Abstiege spielte die BSG zwischen 1952 und 1982 in 24 Spielzeiten in der Bezirksliga. 1982 wurde OT Apolda (so die geläufige Abkürzung) Tabellenletzter und stieg wieder ab, um danach bis zum Ende des DDR-Fußballspielbetriebes nicht mehr in die Drittklassigkeit zurückzukehren.

## FDGB-Pokal
Eine langjährige Tradition konnte die Betriebssportgemeinschaft im DDR-Fußballpokal aufweisen. Zwischen 1950 und 1975 konnte sich die BSG entweder als Bezirkspokalsieger und Bezirksfinalist achtmal für den DDR-weiten FDGB-Pokalwettbewerb qualifizieren. Am weitesten kam die BSG Empor/Chemie im Wettbewerb 1953/54, als sie vier Runden siegreich blieb und erst im Achtelfinale beim Zweitligisten Rotation Plauen nach Verlängerung mit 2:3 unterlag. Prominentester Gegner war 1957 in der dritten Runde der Oberligist SC Wismut Karl-Marx-Stadt, dem die BSG Empor vor eigenem Publikum erneut nach Verlängerung torreich mit 3:7 unterlag. Insgesamt wurden 16 Begegnungen im DDR-Pokal bestritt, von denen neun Spiele gewonnen wurden.

## Neugründung
Nach der deutschen Wiedervereinigung 1990 konnten aufgrund der veränderten wirtschaftlichen Verhältnisse die Betriebssportgemeinschaften nicht weiter von ihren Trägerbetrieben unterstützt werden. In Apolda löste sich die BSG Obertrikotagen auf und es wurde als bürgerlicher Verein der Sportclub Apolda von ehemaligen BSG-Mitgliedern neu gegründet. Er stand jedoch finanziell auf einer unsicheren Basis, sodass er Mitte der 1990er wieder aufgelöst werden musste. Einen direkten Nachfolger gab es nicht mehr, die Fußballtradition Apoldas wurde durch die Vereine BSC und VfB Apolda weitergeführt, die jedoch keine historische Verbindung zum SC Apolda haben.

## Personen von besonderer Bedeutung
- Wolfgang Brünner (1928–2020), Torwart beim Oberligisten SC Motor Jena, begann bei Metall Apolda
- Karl Schäffner (1931–1995), DDR-Oberliga-Spieler und Trainer, spielte als Jugendlicher beim SC Apolda
- Karl Schnieke (1919–1974), DDR-Nationalspieler in Jena, spielte bis 1951 bei Metall Apolda